# 额木尔河
额木尔（额穆尔、额母里、额墨尔、额穆尔）河（穆麟德轉寫：Emur bira；鄂伦春语：ŋəmur dɔɔ），旧称阿巴昔河、兴安河，位于中华人民共和国黑龙江省漠河市境内，是黑龙江右岸支流，河口東岸是俄罗斯帝国时期的历史名城雅克萨。

## 干流概况
额木尔河上游称阿木尔河，发源于漠河南部阿木尔林业局青松林场西南大兴安岭山脉东坡，蜿蜒向北流至阿木尔镇（原劲涛镇）转西流，至漠河市区西林吉镇转北流，过下腰亮子南湾后又转东流，于兴安镇大河西村南汇入黑龙江。河流全长469千米，流域面积16121平方千米。额木尔河河道绕山而流，七转八回，形成许多牛轭湖和沙洲平原，河道弯曲系数为10.8。

## 气候水文
额木尔河流域地处寒温带大陆性季风气候区，冬季气候寒冷，干燥而漫长；夏季降水集中，雨量充沛，气候湿热，日照时间长。流域年均气温-4.4℃，一年中平均气温在0℃以下的时间长达8个月；1969年漠河气象站测得日极端低温达-52.3℃，是中国境内记录到的最低温记录。
河水以雨水补给为主，融雪为辅，径流中雨水补给占75%～80%。年平均流速86.5立方米每秒，夏季丰水期最大流量可达2160立方米每秒，年均径流量28.2亿立方米，径流深1773.3毫米，河流平均水深5米，平均流速1.0～1.5米每秒。

## 流域概况
额木尔河全流域地处漠河市境内。流域内自然资源丰富，森林覆盖率为76.6%，木材总蓄积量1.4647亿立方米。流域内蕴藏有丰富的金、煤等矿产资源，黄金开采已有上百年的历史。